# Zollernalbkreis
Zollernalbkreis okrug je u njemačkoj pokrajini Baden-Württemberg. Oko 190.2940 stanovnika živi u okrugu površine 917,72 km².

## Gradovi i općine
Gradovi
1. Albstadt
2. Balingen
3. Burladingen
4. Geislingen
5. Haigerloch
6. Hechingen
7. Meßstetten
8. Rosenfeld
9. Schömberg

## Vanjske poveznice
- Webstranica okruga  Arhivirana inačica izvorne stranice od 23. lipnja 2011. (Wayback Machine)
- www.zollernalb.com